# Hrvatski vitez
Hrvatski vitez je bio hrvatski iseljenički list.
Izlazio je u Kemptenu od 1964.

## Vanjske poveznice i izvori
- Bibliografija Hrvatske revije  Arhivirana inačica izvorne stranice od 20. lipnja 2006. (Wayback Machine) Franjo Hijacint Eterović: Trideset godina hrvatskog iseljeničkog tiska 1945-1975.
- Hrvatska revija[neaktivna poveznica] Vinko Nikolić: Hrvatski vitez